# Technosol
Ein Technosol ist eine Referenzbodengruppe der World Reference Base for Soil Resources (WRB). Technosole treten erst im Holozän auf, und ihre Eigenschaften und ihre Entwicklung (Pedogenese) sind mehr oder weniger vollständig durch ihren technischen, anthropogenen Ursprung geprägt.

## Bildung und Eigenschaften

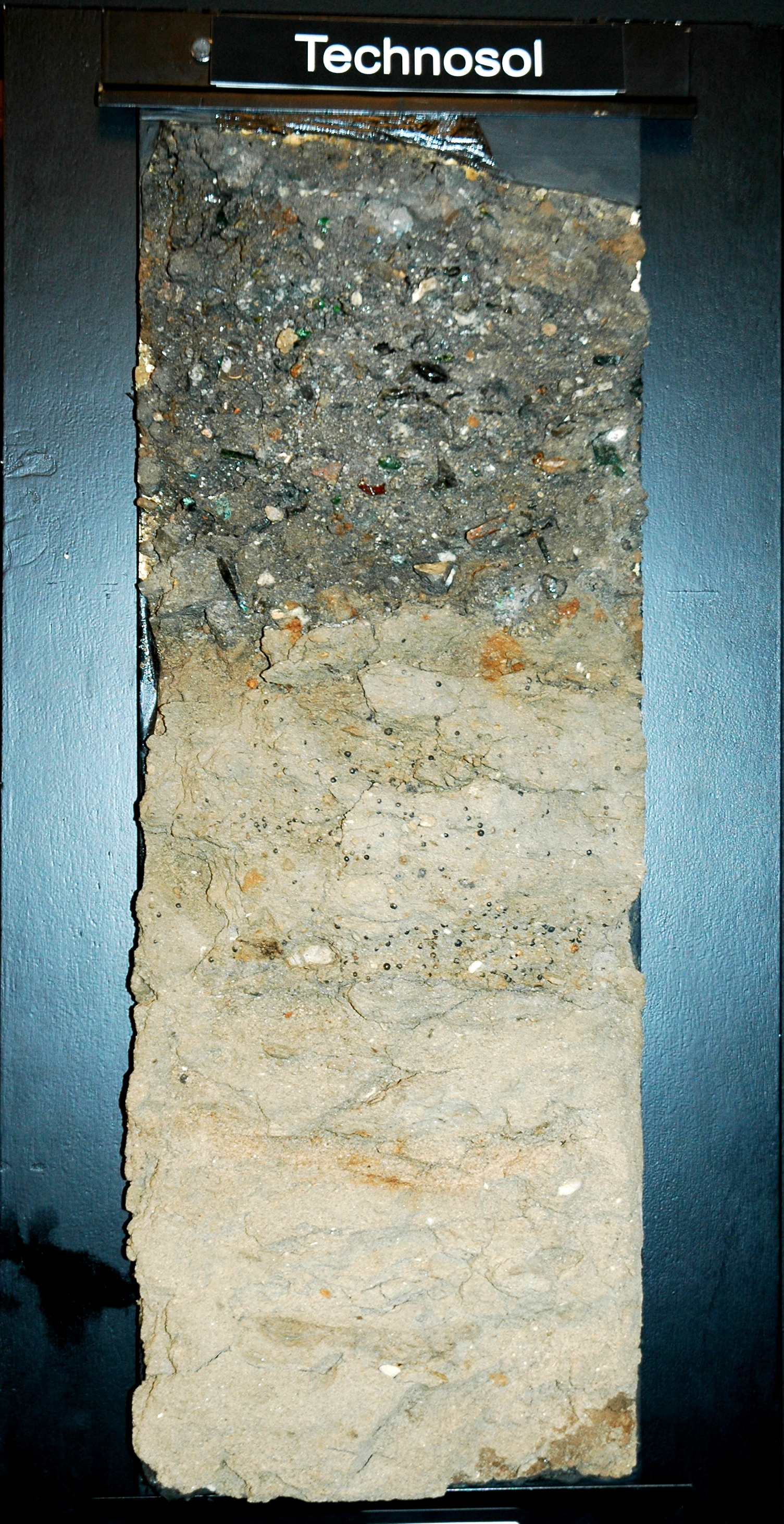
Bodenprofil eines Technosol

Technosole bilden sich auf allen Arten von Materialien, welche der Mensch maßgeblich durch Handeln beeinflusst hat, oder auf künstlich ausgebrachtem Material, das sonst nicht an der Oberfläche der Erde auftreten würde. Auf Grund der menschlichen Einflüsse können einige typische Merkmale festgestellt werden:
- Sie enthalten oft eine bedeutende Menge an Artefakten, also Bestandteile, die vom Menschen im Rahmen eines industriellen oder handwerklichen Prozesses hergestellt, bearbeitet oder aus großer Tiefe heraufgeholt wurden, z. B. Tonscherben, Holzkohle, Münzen oder Abraum. Sie können seit ihrer Herstellung physikalisch zerkleinert sein (z. B. Tonscherben). Artefakte (artefacts) sind ein diagnostisches Material der WRB.
- Sie bestehen teilweise vollständig aus Materialien, die von Natur aus dort nicht vorkämen. Unterschieden wird nach natürlichen Materialien, die aus großer Tiefe an die Oberfläche gebracht wurden (Abraum), und technischen Materialien, welche durch den Menschen geschaffen oder signifikant verändert wurden (Beton, Glas, Ziegel, Plastik, Keramik…).
- Häufig sind abrupte Materialwechsel durch zeitlich versetzte Auf- oder Abträge. So kann ein natürlicher Sanduntergrund schlagartig von Ziegelresten überlagert sein, auf denen wiederum toniger Mutterboden aufgetragen wurde.
- Häufig sind sie durch technische Maßnahmen abgedichtet.
- Diese Böden weisen, bedingt durch häufige Komponenten wie Schutt oder Müll, ein höheres Risiko als andere Böden auf, kontaminiert zu sein. Viele Technosole müssen mit Vorsicht behandelt werden, da sie giftige Stoffe aus industriellen Prozessen enthalten.

## Verbreitung
Technosole finden sich in der ganzen Welt in oder nahe bei Siedlungen, Straßen, Minen, Mülldeponien, Ölverschmutzungen oder Kohle- und Abraumhalden. Dazu gehören Böden aus Abfällen (Deponien, Rieselfelder, Halden), Bürgersteige mit ihren zugrunde liegenden konsolidierten Materialien, Böden mit Dichtungsbahnen und künstlich aufgeschüttete Böden, die aus vom Menschen geschaffenen Materialien bestehen. Typisch ist ihre enge Bindung an vorangegangene oder aktuelle menschliche Tätigkeiten.
In dünn besiedelten Gebieten kommen sie nur kleinräumig vor. Ihre Verbreitung darf aber gerade in dicht bevölkerten Ländern nicht unterschätzt werden. Dort ist ein Großteil der Fläche anthropogen überformt. Im Jahr 2010 können etwa 14 % der Fläche Deutschlands dem Bereich Siedlung oder Verkehr zugeordnet werden und sind somit potentielle Technosole. Vor allem nach starker Kriegseinwirkung besteht ein Großteil des Untergrunds aus Trümmerschutt.
Da sie in städtisch oder industriell geprägten Bereichen absolut dominant sein können, werden sie oft auch als Stadtböden bezeichnet. Sehr charakteristisch ist die enge Vergesellschaftung mit natürlichen Bodentypen, die überall dort sind, wo keine menschgemachten Materialien anliegen.

## Einteilung in anderen Bodensystematiken
Sie  werden im „neuen russischen Boden-Klassifizierungssystem“ als „Technogene Oberflächliche Formationen“ (Technogenic Superficial Formations) bezeichnet.

## Wissenswertes
Die deutsche Bodenkundliche Gesellschaft hat den Technosol bzw. „Die Stadtböden“ zum Boden des Jahres 2010 gekürt.